# Angel in Disguise
"Angel in Disguise" är en låt framförd och delvis komponerad av den amerikanska artisten Brandy Norwood. Den skrevs av LaShawn Daniels, Fred Jerkins III, Rodney "Darkchild" Jerkins, Isaac Philips, Nycolia Turman och Traci Haleett. Låten spelades in till Norwoods andra studioalbum Never Say Never (1998). "Angel in Disguise" är en R&B-låt i medelsnabbt tempo. Musiken utgörs av keyboards, en "dribblande basgång" och sångerskans harmoniska bakgrundssång som skapades med hjälp av flerspårsinspelning. Låttexten berättar om en ung kvinna som blivit bedragen av sin partner. 
Musikkritiker var positiva till "Angel in Disguise" som blev en av Norwoods mest populära låtar. Billboard beskrev den som "enastående" och "spektakulär" och menade att den effektivt skulle skjuta ner alla förutfattade meningar om att Norwood bara gjorde tuggummipop. Låten var i ett stadium tänkt att ges ut som en singel från Never Say Never men dessa planer uteblev. Den gavs istället ut som en promosingel på den nordamerikanska musikmarknaden den 21 januari 1999. "Angel in Disguise" blev en radiohit och den tredje singeln i rad från Never Say Never att nå topp-tio på topplistan Hot R&B/Hip-Hop Airplay.

## Bakgrund och inspelning
Efter att ha börjat sin karriär som skådespelare i den kortlivade TV-serien Thea år 1993 började den då fjortonåriga Brandy Norwood arbeta på sitt självbetitlade debutalbum som lanserades av Atlantic Records år 1994. Albumet kom att sälja platina i USA och gjorde Norwood till en av de 50 största och framgångsrikaste tonårsstjärnorna i musikhistorien. Nästkommande år valde hon att återuppta sin skådespelarkarriär och tog därför ett uppehåll från musiken. Av rädsla att inte kunna matcha debutalbumets succé var Norwood osäker på om hon ville fortsätta sin musikkarriär. Pådriven av Atlantic och sin manager började hon arbeta på sitt andra studioalbum Never Say Never år 1997. Hon valde att jobba med helt andra musikproducenter än på debuten och skrev flera av albumets låttexter.
"Angel in Disguise" skrevs av LaShawn Daniels, Fred Jerkins III, Rodney "Darkchild" Jerkins, Isaac Philips, Nycolia Turman och Traci Haleett. Den producerades av Rodney Jerkins och Norwood och spelades in av Ken Deranteriasian och Victor McCoy vid Pacifique Recording Studios i North Hollywood, Kalifornien. Daniels arrangerade låtens bakgrundssång som spelades in av Norwood. "Angel in Disguise" har också bakgrundssång framförd av den amerikanska sångaren Joe som består av en loopad vers där han sjunger "And I love you baby". Till en början var låten tänkt som ett intro på Never Say Never men efter att Norwood hört produktionen och samplingen med Joe ville hon göra den till en hel låt. I en intervju med Complex Magazine år 2012 berättade hon: "'Angel in Disguise' är en av mina absoluta favoriter. När jag hörde den sa jag 'Åh herregud. Finns verkligen låtar som den här?' [...] Till en början var den bara tänkt som ett intro men jag sa 'Är ni tokiga, vi måste göra den här till en riktig låt'."

## Komposition
"Angel in Disguise" är en R&B-låt i långsamt tempo. Den har en total speltid på fyra minuter och fyrtioåtta sekunder (4:48). Den utgörs av en "dribblande basgång" som Chuck Taylor från Billboard jämförde med en "drömlik, månbelyst natt". Den harmoniska bakgrundssången, skapad med hjälp av användandet av så kallad flerspårsinspelning, beskrevs som "trollbindande" och "förförisk". Låttexten i "Angel in Disguise" beskriver att framförarens fortfarande älskar sin partner trots dennes otrohet. i refrängen sjunger Norwood: "An angel in disguise she was/ But somehow you fell for her/ Until she broke your heart that day/ And left you in the rain/ But still I love you".

## Lansering och mottagande
Under år 1998 hade Norwood andra studioalbum Never Say Never certifierats trippel platina av RIAA och sålts i tre miljoner exemplar i USA. Hennes första två singlar från albumet var "The Boy Is Mine", en duett med Monica Arnold, och "Top of the World" med rapparen Mase som gästartist. Båda dessa låtar blev stora hits och den förstnämnda låg tretton veckor på Billboard Hot 100-listans förstaplats. Under början av år 1999 planerade Atlantic Records att ge ut "Angel In Disguise" som den tredje singeln från Never Say Never. Planerna uteblev då Atlantic ansåg att powerballaden "Have You Ever?" var ett säkrare kort då den skrivits av den välkända textförfattaren Diane Warren och redan hade stor efterfråga på radio. "Angel in Disguise" gavs istället ut som en promosingel den 21 januari 1999. Låten trycktes upp på 12"-vinylsinglar med albummixen, två a cappellaversioner och en instrumentalversion.
"Angel in Disguise" blev hyllad av musikkritiker. Chuck Taylor från Billboard skrev att låten var en "spektakulär och funkig midtempo-produktion som lånar ingredienser från Janet Jacksons kreativa skafferi." Han menade att låten effektivt skulle skjuta ner alla förutfattade meningar om att Norwood bara gjorde tuggummipop och fortsatte: "Det här är en sådan låt som attackerar så fort den kommer ur högtalarna och är en av de mest enastående och provokativa låtarna hittills av denna tonårssensation." Thomas Inskeep på Stylus Magazine beskrev "Angel in Disguise" som "löjligt bra" och fortsatte sedan: "Den är helt klart en av mina Brandy-favoriter och en klassisk Darkchild-produktion. Om fem, sex år kommer någon stor, framgångsrik artist att, med stor säkerhet, spela in en cover av denna. Förhoppningsvis kan låten då få chans att bli så stor som den förtjänar att vara." Daryl Easlea, skribent för den brittiska webbplatsen BBC Music, var positiv till Never Say Never i helhet och skrev att "Angel in Disguise" var "laddad med känslor" tack vare hennes gospeltränade stämmor. Aamir Yaqub från den brittiska webbplatsen Soul Culture skrev att Norwoods röst för det mesta lät återhållsam. Han skrev: "Låttexten talar om svek och smärtan som Brandy känner när hennes farhågor besannas. Brandy framhäver passion och längtan med hennes tillgjorda sång som ögonblickligen känns igen."
En skribent på Epinions jämförde låtens trumproduktion med Aaliyahs "One in a Million", skriven och producerad av Timbaland. Skribenten fortsatte sin recension med att skriva: "Skivan börjar med smakfulla 'Angel in Disguise' som har en släng av vuxensensualitet. Den känns bekant då den har samma taktslag som gjorde Timbaland känd för några år sen." Tom Milson, skribent för Ezine Articles, skrev: "Never Say Never påkallar din uppmärksamhet redan från början med 'Angel in Disguise' och släpper dig inte förrän den sista tonen på den sista låten." Tidskriften The Spokesman skrev: "Brandy är uppenbarligen inte Moesha men hon låter lite av den där oskuldsfulla karaktären höras på sin skiva. Hennes unga ålder och därav förvirring gentemot kärlek skiner igenom på 'U Don't Know Me (Like U Used To)', den funkiga 'Happy' och 'Angel in Disguise'." Linette Rabsatt från webbplatsen Suite101 konstaterade: "'Angel in Disguise' är en väldigt intressant låt som handlar om svek."

## Kommersiell prestation
"Angel in Disguise" gavs ut under den period då Norwoods popularitet var som störst. Utan någon musikvideo eller marknadsföring av Atlantic blev låten en framgång på amerikansk radio. Den 21 november 1998, flera månader innan låtens officiella utgivningsdatum, hade den nått en radiopublik på över 22 miljoner lyssnare. Under samma vecka meddelade Billboard att "Angel in Disguise" hoppat från plats 20 till 11 på topplistan Hot R&B/Hip-Hop Airplay. Den nådde tiondeplatsen den 28 november 1998 vilket blev dess topposition på listan. Låten tog sig in på Hot R&B/Hip-Hop Songs den 23 januari 1999. Där nådde den som högst plats 17 och blev Norwoods åttonde topp-tjugo notering i rad. Låten rankades på en nittondeplats på Top 20 Jet Songs av tidskriften Jet Magazine.

## Låtlista
| Nr | Titel                              | Längd |
| -- | ---------------------------------- | ----- |
| 1. | "Angel in Disguise" (Album Mix)    | 4:48  |
| 2. | "Angel in Disguise" (Percapella)   | n/a   |
| 3. | "Angel in Disguise" (Instrumental) | n/a   |
| 4. | "Angel in Disguise" (Acapella)     | n/a   |

## Medverkande
Information hämtad ur albumhäftet till Never Say Never:
- Brandy Norwood – sångare, bakgrundssångare, musikproducent
- Joe – bakgrundssångare
- LaShawn Daniels – låtskrivare, sångarrangör
- Fred Jerkins III – låtskrivare
- Rodney "Darkchild" Jerkins – låtskrivare, musikproducent, sångarrangör
- Isaac Philips – låtskrivare
- Nycolia Turman – låtskrivare
- Traci Haleett – låtskrivare
- Dave Wave – ljudmixare
- Brian Young – ljudmixare

## Topplistor
| Lista (1998)                            | Topplacering |
| --------------------------------------- | ------------ |
| USA Billboard Hot 100                   | 72           |
| USA Hot R&B/Hip-Hop Songs (Billboard)   | 17           |
| USA Hot R&B/Hip-Hop Airplay (Billboard) | 10           |